# Persicula persicula
Persicula persicula is een slakkensoort uit de familie Cystiscidae. De wetenschappelijke naam werd gepubliceerd in 1758 door Carl Linnaeus als Voluta persicula in de tiende editie van Systema naturae.